# قلب تنين
قلب تنين (بالإنجليزية: Dragonheart)‏ هو فيلم مغامرة تم إنتاجه في سلوفاكيا والمملكة المتحدة وصدر في سنة 1996.

## بطولة
- دينيس كويد
- شون كونري
- جايسون إسحاق
- جولي كرستي

## الميزانية والإيرادات
بلغت تكلفة إنتاج الفيلم حوالي 57 مليون دولار بينما حقق أرباحا تقدر بـ 115,267,375 دولار.

## وصلات خارجية
- قلب تنين على موقع IMDb (الإنجليزية)
- قلب تنين على موقع ميتاكريتيك (الإنجليزية)
- قلب تنين على موقع روتن توميتوز (الإنجليزية)
- قلب تنين على موقع نتفليكس (الإنجليزية)
- قلب تنين على موقع قاعدة بيانات الأفلام العربية
- قلب تنين على موقع ألو سيني (الفرنسية)
- قلب تنين على موقع Turner Classic Movies (الإنجليزية)
- قلب تنين على موقع أول موفي (الإنجليزية)
- قلب تنين على موقع بوكس أوفيس موجو (الإنجليزية)
- قلب تنين على موقع فيلمافينيتي (الإسبانية)

1. ↑  "معلومات عن قلب تنين على موقع port.hu". port.hu. مؤرشف من الأصل في 2019-12-12. {{استشهاد ويب}}: |archive-date= / |archive-url= timestamp mismatch (مساعدة)
2. ↑  "معلومات عن قلب تنين على موقع synchronkartei.de". synchronkartei.de. مؤرشف من الأصل في 2019-12-12.
3. ↑  "معلومات عن قلب تنين على موقع the-numbers.com". the-numbers.com. مؤرشف من الأصل في 2019-09-03.